# 마류스 파슈케비추스
마류스 파슈케비추스(리투아니아어: Marius Paškevičius, 1979년 10월 31일~)는 리투아니아의 은퇴한 유도 선수이다. 올림픽에 2회 참가했고, 2009년 세계 선수권 대회에서 동메달을 획득했다.

## 생애
1979년 우크메르게에서 태어난 파슈케비추스는 9세때 유도를 시작했다. 그는 2000년 오스트레일리아 시드니에서 열린 올림픽에 남자 하프헤비급에 출전했으며, 32강에서 아르헨티나의 알레한드로 벤데르를 한판으로 꺾었으나 16강에서 브라질의 마리우 사비누에게 패해 탈락했다. 그는 2009년 네덜란드 로테르담에서 열린 세계 선수권 대회 헤비급에서 동메달을 획득했다.
2012년 영국 런던에서 열린 올림픽에 리투아니아 국가대표로 참가하였으며, 1라운드에서 바누아투의 나자리오 피아카이포누를 꺾었으나 다음 상대인 브라질의 하파에우 시우바에게 패하여 탈락했다.